# Balta insignis
Balta insignis är en kackerlacksart som först beskrevs av Robert Walter Campbell Shelford 1910.  Balta insignis ingår i släktet Balta och familjen småkackerlackor. Inga underarter finns listade.